# Brit India
Brit India a Brit Birodalom része volt. A kifejezést az Egyesült Királyság parlamentje definiálta 1889-ben, mely szerint „Brit India” alatt értendő az összes olyan terület, amely a brit uralkodó hatalma alatt áll India alkirályán és főkormányzóján (Viceroy and Governor-General of India) keresztül, vagy bármely más hivatalnokon keresztül, aki India alkirályának és főkormányzójának van alárendelve.
Brit India magába foglalta a mai India, Pakisztán, Banglades, Mianmar (Burma) területeit. Srí Lanka (Ceylon) viszont nem tartozott hozzá. 1876 után a területet hivatalosan Indiai Birodalomnak (Indian Empire)
nevezték, és az útlevelekben is ezt a nevet használták.
A terület előzőleg a Brit Kelet-indiai Társaság igazgatása alatt állt, maga a társaság viszont a brit korona és parlament közvetett fennhatósága alatt. A közvetlen brit közigazgatást 1858-ban vezették be a szipojlázadás leverése után. Ekkor a terület feletti uralmat átvették a Kelet-indiai Társaságtól és közvetlenül a brit korona uralma alá helyezték, Viktória királynő személyében (akit 1876-ban India császárnőjévé nyilvánítottak).
Az 1858-1947 közötti időszak elnevezése Indiában a British Raj, azaz brit uralom.
Burma tartományt 1937-ben leválasztották, mint különálló gyarmatot. Az Indiai Birodalom 1947-ben szűnt meg létezni, miután a területet alkotó országok megkapták függetlenségüket Nagy-Britanniától.